# کرم‌آباد (قلعه مظفری)
کرم‌آباد یک روستا در ایران است که در دهستان قلعه مظفری شهرستان سلسله در استان لرستان واقع شده‌است.

## جمعیت
این روستا در بخش مرکزی شهرستان سلسله قرار دارد و براساس سرشماری مرکز آمار ایران در سال ۱۳۸۵، جمعیت آن ۲۷۸ نفر (۵۳ خانوار) بوده‌است.